# Makaira mazara
Makira mazara là một loài cá marlin thuộc họ Istiophoridae.

## Phân loại
M. mazara được cho là có quan hệ họ hàng gần và thường được coi là cùng loài với cá marlin xanh Đại Tây Dương. Khi đó chúng chỉ đơn giản được gọi chung là cá marlin xanh.
Việc phân loại M. mazara và M. nigricans thành các loài riêng biệt vẫn còn đang được các nhà sinh vật học tranh luận. Các phân tích dữ liệu di truyền cho thấy, mặc dù hai nhóm này tách biệt nhau, nhưng chúng là cùng một loài, với sự trao đổi di truyền duy nhất xảy ra khi cá marlin xanh từ Ấn Độ Dương - Thái Bình Dương di cư đến và đóng góp gen cho quần thể Đại Tây Dương. Một nghiên cứu riêng biệt của V.P. Buonaccorsi, J.R. Mcdowell và Graves đã chỉ ra rằng cả Ấn Độ Dương - Thái Bình Dương và Đại Tây Dương đều cho thấy "sự phân chia địa lý phát sinh loài" đáng kinh ngạc. Mặc dù vậy, một số nhà chức trách vẫn coi đây là những loài riêng biệt.

## Phân bố và môi trường sống
M. mazara có thể được tìm thấy ở khắp vùng biển nhiệt đới và cận nhiệt đới của Thái Bình Dương và Ấn Độ Dương. Các dòng hải lưu ấm như dòng hải lưu Agulhas ở phía Tây Ấn Độ Dương có ảnh hưởng lớn đến sự phân bố theo mùa của loài này. Chúng phổ biến ở vùng biển xích đạo nhưng thường không được nhìn thấy gần các đảo và rạn san hô.

## Mô tả
Một cá thể M. mazara có thể đạt chiều dài tối đa là 5 mét (16 ft), nhưng hầu hết chiều dài trung bình của chúng là khoảng 3,5 mét (11 ft). Chúng có thể đạt đến trọng lượng khoảng 625 kilôgam (1.378 lb). Cơ thể dài nhưng không dẹt lắm, có hai vây lưng và hai vây hậu môn. Vây lưng có tổng cộng 40 đến 45 tia mềm, trong khi vây hậu môn có 18 đến 24 tia mềm. Vây ngực có từ 21 đến 23 tia, hình lưỡi liềm và linh hoạt, có thể kéo vào hai bên thân. Gáy được nâng cao rất nhiều. Hàm trên tạo thành một cái mỏ khỏe mạnh nhưng không quá dài, có mặt cắt ngang tròn. Cuống đuôi có hai sống lưng chắc khỏe ở mỗi bên. Màu sắc cơ thể là xanh đen ở lưng và trắng bạc ở bụng, đôi khi có sọc dọc màu xanh nhạt.

## Sinh vật học
Quá trình sinh sản của loài này diễn ra vào mùa hè ở cả Ấn Độ Dương và Thái Bình Dương. Ở bán cầu Nam, việc sinh sản có thể diễn ra ở vùng biển xung quanh Polynesia thuộc Pháp. M. mazara là loài di cư nhiều. Chúng thường sử dụng mỏ của mình để gây ra vết thương cho con mồi.